# 와카야마시역
와카야마시역(일본어: 和歌山市駅, わかやましえき, Wakayamashi-eki)은 일본 와카야마현 와카야마시에 있는, 난카이 전기 철도와 서일본 여객철도의 철도역이다. 난카이 전기 철도의 난카이 본선·와카야마코 선, 기세이 본선(기노쿠니 선)이 지나가며, 세 노선의 열차들 뿐만 아니라 난카이 전기 철도 가다 선의 열차들도 이용할 수 있다.
난카이 본선과 기세이 본선, 와카야마코 선의 시종점이다. 세 노선의 모든 정기열차가 필수 정차한다. 또 난카이 본선의 대부분의 열차들은 난바 방면으로 회차하지만, 특급 《서던》 호의 일부는 와카야마코 역까지 직결 운행한다.
역 관리는 난카이 전기 철도가 맡고 있기 때문에 초록 창구를 영업하지 않고 있다.

## 역 구조
지상역이다. 섬식 승강장 1면과 빗형태의 3면 6선 승강장이 있다. 이 중 3면 5선만을 사용하고 있는데, 2·3·6번선은 한쪽이 막혀있으며, 4·5번선만 와카야마코 방면으로 이어진다.
개찰구는 역 빌딩 2층에 있으며, 모든 승강장은 역 빌딩과 과선교로 이어져 있다.

### 승강장

와카야마시 역의 승강장 구조

| 2   | ■ 기세이 선                                                    | JR 와카야마 방면                                               | 기노쿠니선 열차 해당열차만 사용                                |
| 3   | (3번선 열차용 하차 승강장. 지금은 쓰지 않음.)                  | (3번선 열차용 하차 승강장. 지금은 쓰지 않음.)                  | (3번선 열차용 하차 승강장. 지금은 쓰지 않음.)                  |
| 3   | ■ 난카이 가다 선                                               | 가다 방면                                                      |                                                                |
| 4·5 | ■ 난카이 본선                                                  | 간사이 공항 · 난바 방면                                        | (특급 서던은 4번선 사용)                                       |
| 4·5 | ■ 난카이 와카야마코 선                                         | 와카야마코 방면                                                | (특급 서던은 4번선 사용)                                       |
| 6   | ■ 난카이 본선                                                  | 간사이 공항 · 난바                                             | (일부 열차만 사용)                                             |
| 7   | (구 난카이 와카야마코 선 보통열차용 승강장. 지금은 쓰지 않음.) | (구 난카이 와카야마코 선 보통열차용 승강장. 지금은 쓰지 않음.) | (구 난카이 와카야마코 선 보통열차용 승강장. 지금은 쓰지 않음.) |

## 역세권 정보
- 다카시마야 와카야마점이 역 빌딩에 입주해있다.

- 와카야마성
- 와카야마조니시노마루 정원 (일명 단풍계곡 정원)
- 와카야마미나토키타 우편국
- 와카야마 경륜장
- 와카야마 시민회관
- 와카야마 시민도서관
- 와카야마 시립박물관
- 와카야마 시립 어린이과학관
- 와카야마 방송

## 역사
- 1903년 3월 21일 - 난카이 전기 철도와 기와 철도의 역으로 개업했다.
- 1904년 8월 27일 - 기와 철도가 간사이 철도에 인수되었다.
- 1907년 10월 1일 - 간사이 철도가 국유화되어 일본국유철도의 일부가 되었다.
- 1914년 9월 25일 - 가다 경편철도(지금의 난카이 전기 철도 가다 선)가 부근에 와카야마구치 역을 설치했다.
- 1930년 12월 22일 - 가다 경편철도가 가다 전기 철도로 이름을 바꾸었다.
- 1942년 2월 1일 - 가다 전기 철도가 난카이 전기 철도에 인수되어 와카야마구치 역이 와카야마시 역으로 편입되었다.
- 1944년 6월 1일 ~ 1947년 6월 1일 - 난카이 전기 철도가 긴키닛폰 철도의 일부가 되었다가 다시 독립했다.
- 1956년 5월 6일 - 난카이 전기 철도가 와카야마코 선을 개업했다.
- 1962년 3월 10일 - 와카야마시 역과 도쿄역을 와카야마 선, 간사이 본선, 도카이도 본선을 거쳐잇는 급행 "야마토"가 1968년 10월 1일까지 운행되었다.
- 1972년 3월 15일 - 일본국유철도가 기와 역 ~ 와카야마시 역 구간을 와카야마 선에서 기세이 본선으로 이관했다.
- 1987년 4월 1일 - 민영화에 따라 일본국유철도의 와카야마시 역이 서일본 여객철도의 소속이 되었다.

## 인접역
| 난카이 전기 철도 난카이 본선 | 난카이 전기 철도 난카이 본선           | 난카이 전기 철도 난카이 본선 |
| --- | -------------------------------------- | ---------------------------- |
| NK41 미사키코엔 난바 방면 | ■ 특급 서던 (Southern)                 | 시·종착역                    |
| NK43 와카야마다이가쿠마에(후지토다이) 난바 방면 | ■ 급행                                 | 시·종착역                    |
| NK44 기노카와 난바 방면 | ■ 구간급행1 ■ 보통                     | 시·종착역                    |
| 난카이 전기 철도 와카야마코 선 |                                        |                              |
| 시·종착역 | ■ 특급 서던2 (Southern) ■ 급행2 ■ 보통 | NK45-1 와카야마코 방면       |
| 난카이 전기 철도 가다 선 |                                        |                              |
| 시·종착역 | ■                                      | NK44 기노카와3 가다          |
| 서일본 여객철도 기세이 본선 |                                        |                              |
| 기와 와카야마 방면 | ■ 기노쿠니 선 보통                     | 시·종착역                    |
| 1: 이즈미사노 역부터 여기까지는 각역에 정차한다. 2: 평일 시간표 3: 기노카와 역에서 가다 방면으로 선로가 갈라지기 때문에, 난카이 전기 철도 본선과는 시종점 방향이 다르다. |                                        |                              |